# William Joseph Schinstine
William Joseph Schinstine (Easton (Pennsylvania), 16 december 1922 – Allentown (Pennsylvania), 3 januari 1986) was een Amerikaans componist, muziekpedagoog en slagwerker.

## Levensloop
Schinstine studeerde aan de befaamde Eastman School of Music, Rochester (New York), de Universiteit van Pennsylvania in Philadelphia (Pennsylvania), de Temple University in Philadelphia (Pennsylvania) en aan de West Chester Universiteit van Pennsylvania in West Chester (Pennsylvania). 
Aansluitend was hij slagwerker van onder andere het Pittsburgh Symphony Orchestra en het San Antonio Symphony Orchestra. Van 1951 tot 1978 was hij aan muziekscholen in Pottstown werkzaam.
Als componist schreef hij werken voor harmonieorkest een heel veel solo- en ensemblewerken voor slagwerk.

## Composities

### Werken voor harmonieorkest
- 1955 Tympendium, voor pauken solo en harmonieorkest
- 1958 Tymolero, voor pauken solo en harmonieorkest
- Big Parade
- Cosmic Cadences
- March To The Battle Of Jazz
- Pennsylvania Dutch Suite, voor harmonieorkest
- Pennsylvania Sketches, voor harmonieorkest
- Spring Festival, voor harmonieorkest
- The Muracle Overture, voor harmonieorkest

### Kamermuziek
- 1977 Sonata No. 1, voor pauken en piano

### Werken voor slagwerk
- 1960 Drum Tunes, volume 1, voor 1, 2 of meerdere kleine trommen (samen met: Fred A. Hoey)
- 1963 Drum Tunes, volume 2, voor 1, 2 of meerdere kleine trommen (samen met: Fred A. Hoey)
- 1968 Etude for Latin-American Instruments
- 1968 Etude for Membranophones
- 1968 Etude for Metal Idiophones
- 1968 Etude for Wooden Idiophones
- 1968 Etude in Vibrations, voor slagwerkensemble
- 1976 A Blast Of Class, voor slagwerkensemble (vibrafoon, xylofoon, 2 marimba, drum set)
- 1977 Evocation Nr. 1, voor kleine trom
- 1977 Metallic Mystique, voor slagwerkensemble
- 1977 Quintance, voor twee kleine trommen
- 1977 Sonata Nr. 2, voor pauken
- 1977 Sonata Nr. 3, voor pauken
- 1977 Three Means To An End, voor kleine trom
- 1978 The Developing Solo Timpanist, voor pauken
- 1979 Castor and Pollux, voor 2 marimba
- 1979 Evocation Nr. 2, voor kleine trom
- 1980 Gee, I May Be Late, voor 1 of 2 marimba
- 1980 Pieces of Eight, voor snare-drum-octet
- 1980 Rototom Solos
- 1980-1981 Three Festival Solos, voor kleine trom Three 
  1. Easy One
  2. Upper One
  3. High Roller
- 1981 A Witch's Brew, voor marimba
- 1981 And They Came To Play, voor slagwerkensemble
- 1981 Grand Ballroom Waltz, voor xylofoon en marimba
- 1981 Mallet Magic, voor xylofoon en marimba
- 1981 Recital Suite For Solo Snare, voor kleine trom

- 1981 The Artiste Sonata (No.6), voor pauken
- 1981 Tristickery, voor drie kleine trommen
- 1981 Viva Percussion, voor slagwerkensemble
- 1981 Whispering Woods, voor marimba
- 1982 10 Christmas Carols, voor 2 marimba
- 1982 Carols and Drums, voor kleine trom en ieder ander instrument
- 1982 Rat Race, voor slagwerk-kwartet
- 1983 The Young Lions, voor slagwerkensemble
- 1984 Classic Duets, voor marimba
- 1984 Southern Special marimba solo's, voor marimba
  1. Morning Mist
  2. Masquerade For Marimba
  3. Crazy Maze
  4. Perpetual Motion
  5. Five By Five
  6. Fiesta Por Dos
  7. Clef Jump
  8. Hey Johnny Polka
  9. Gypsy Dance
  10. Minor League
  11. Stick With It
  12. Chromatic Jazz Piece
  13. Tres Blues
  14. Celebration March
  15. Tango In G
  16. Moving Time
- 1984 Timpani Audition Solos, voor pauken
- A Scary Scherzo, voor pauken solo
- Accent on rhythm, voor snare-drum-kwartet
- Acoustic Suite, voor slagwerkensemble
- Adventures in Solo Drumming, voor kleine trom
- Air with Variations, voor pauken
- All State Drummer, voor kleine trom
- Centralization, voor slagwerkensemble
- Contrary Computer, voor kleine trom

- Copper Bowls, voor pauken
- Deep Night, voor kleine trom
- Dipsy Diddle, voor kleine trom
- Disco Drums
- Drumming Together, voor twee kleine trommen
- Four Hands Around, voor twee kleine trommen
- Futuristic Drum Solos, voor kleine trom
- Kangaroo Jump, voor marimba
- Kettle Kaper, voor pauken
- Lloyd's Little Diddler, voor kleine trom
- Love Song, voor marimba
- Lovely Lady, voor marimba
- March To The Battle Of Jazz, duet voor kleine trom
- Multiple Drum Cadences
- Pascucci Punch, voor kleine trom
- Rhythm Busters, voor slagwerk-kwartet
- Ridley Riddle, voor kleine trom
- Robertson's Radamacue, voor kleine trom
- Rockreation, voor slagwerk-kwartet
- Scherzo For A Skinflint
- Scherzo For Percussion
- Southern Special drum solo's, voor kleine trom
- Swan's Song, voor kleine trom
- The Boss, voor kleine trom
- The Tipsy Timpanist, voor 2 pauken en 4 roto-toms
- The whirlwind, voor xylofoon en piano (of voor marimba en piano)
- Three's A Crowd, voor drie kleine trommen
- Topical Tymps, voor pauken
- Turnaround, voor snare-drum-kwartet
- Tymp Tunes - 19 pieces for two, three, and four timpani, including a snare drum and timpani duet and a piece for multiple percussion using four timpani
- Waltz for William, voor pauken

### Andere werken
- 1977 Bossa Nova without Instruments, hand clapping, knee slapping, finger snapping (4 or multiples of 4)
- 1977 Rock Trap, knee and hand clapping, finger snapping, vocal sounds(4 or multiples of 4)
- 1978 Scherzo without Instruments, knee, hand and foot tapping(4 or multiples of 4)
- 1982 Ouverture for Hans N. Feet, knee and hand clapping, foot tapping, finger snapping, vocal sounds (4 or multiples of 4)
- Bodypercussion
- Brahms Jump
- Swinging On The Swanee
- Wild Winds

### Pedagogische werken
- Drum Method
- Intermediate Drum Book
- The Solo Snare Drummer - Vol. I

## Publicaties
- William Joseph Schinstine: How to wrap marimba mallets, in: Percussive Notes 13/2 (Winter 1975), p. 29